# أولوف ميلبيرغ
إيريك أولوف ملبيرغ (بالسويدية: Olof Mellberg)‏، من مواليد 3 سبتمبر 1977 في غولسبانغ في السويد، لاعب كرة قدم سويدي.
بدأ مسيرته الكروية مع نادي ديغيرفورس في موسم 1996/1997، ولعب معهم 47 مباراة، وفي موسم 1997/1998 انتقل إلى نادي أيه أي كي، ولعب معهم 17 مباراة، وفي عام 1998 انتقل إلى نادي ريسينغ سانتاندر الإسباني، ولعب معهم حتى عام 2001، وشارك معهم في 98 مباراة، ومنذ عام 2001 وهو يلعب مع نادي أستون فيلا الإنجليزي.
و هو يلعب مع منتخب السويد لكرة القدم منذ عام 2000.

## روابط خارجية
- أولوف ميلبيرغ على موقع IMDb (الإنجليزية)
- أولوف ميلبيرغ على موقع قاعدة بيانات الفيلم (الإنجليزية)
- أولوف ميلبيرغ على موقع الاتحاد الدولي (مؤرشف)  (الإنجليزية)
- أولوف ميلبيرغ على موقع الاتحاد الأوربي (الإنجليزية)
- أولوف ميلبيرغ على موقع قاعدة بيانات كرة القدم.إي يو (الإنجليزية)
- أولوف ميلبيرغ على موقع ناشيونال فوتبول تيمز (الإنجليزية)
- أولوف ميلبيرغ على موقع Soccerbase.com (لاعب) (الإنجليزية)
- أولوف ميلبيرغ على موقع Soccerway.com (الإنجليزية)
- أولوف ميلبيرغ على موقع عالم كرة القدم.نت (الإنجليزية)
- أولوف ميلبيرغ على موقع كووورة
- أولوف ميلبيرغ على موقع AS.com (الإسبانية)